# Karl Theodor von Zabern
Karl Theodor von Zabern (* 8. April 1807 in Mainz; † 25. Mai 1864 ebenda) war ein deutscher Buchdrucker und Herausgeber der liberalen Mainzer Zeitung, die sich in den Revolutionsjahren 1848/1849 zu einer demokratischen Institution entwickelte.

## Leben
Karl Theodor von Zabern wurde als Sohn des Druckereibesitzers Theodor von Zabern und dessen Ehefrau Wilhelmine Schenck (1779–1826) geboren. 1932 übernahm er von seinem Vater den Druckereibetrieb, den dieser 1802 durch den Kauf der „Societas typographica“ gegründet und 1812 durch den Erwerb des Zeitungsprivilegs zum Verlag und Druck der Mainzer Zeitung zur „Großherzoglich Hessische Hofbuchdruckerei“ erweitert hatte.
Da die Zensurbestimmungen für die Presse nach dem Hambacher Fest im Mai/Juni 1832 erheblich verschärft wurden, musste sich Karl Theodor oftmals mit der Obrigkeit auseinandersetzen. Seinem Bruder August Viktor (1810–1880), der den Verlag leitete, erging es ebenso. Das Blatt entwickelte sich während der Revolution 1848/1849 zu einer demokratischen Institution. Ludwig Bamberger bot der Zeitung zu Beginn der Unruhen seine Mitarbeit an und wurde zu einer prägenden Gestalt des Blattes. Nach dem Ende der Revolution durfte die Mainzer Zeitung nicht mehr unter dem Titel erscheinen und wurde schließlich ganz verboten. Karl Theodor wurde zu einer Haftstrafe verurteilt. 
Er heiratete am 14. Juni 1834 in Darmstadt Louise Theodora Karoline Jaup (1815–1893, Tochter des Heinrich Karl Jaup). Aus der Ehe ging der Sohn Philipp (1849–1902) hervor. Er übernahm 1879 die Zeitung sowie den Verlag.

## Sonstiges
An der Ersten Deutschen Industrieausstellung, die am 12. September 1842 in Mainz eröffnet wurde, hatte er sich beteiligt. 
1851 nahm er an der Ersten Weltausstellung in London teil. 